# Коров'єв (Майстер і Маргарита)
Коров'єв-Фагот — літературний персонаж з роману Михайла Булгакова «Майстер і Маргарита», учасник свити Воланда, дивакуватого вигляду трикстер.

## Образ
Коров'єв постає як високий худорлявий чоловік, який одним своїм виглядом спричиняє недовіру. Вираз його обличчя глумливий, очі дрібні, вуса маленькі, схожі на пір'їни. Одяг виглядає недолуго й неохайно: Коров'єв носить жокейський картуз, картатий піджак і підтягнуті картаті штани, під якими видно брудні білі шкарпетки, а також зламане пенсне — одне його скло відсутнє, а інше тріснуте.
У Коров'єва неприємний голос («козлиний», «тріснутий тенор»), він часто розмовляє надто голосно, поводиться нахабно, безтактно, кривляється і блазнює. На перший погляд незграбний, Коров'єв дуже швидкий і спритний. До того ж він володіє справжніми надприродними здібностями: змушує з'являтися і зникати предмети, перетворює одні речі на інші, здатний проходити крізь стіни, миттєво переноситись у просторі та переносити інших.
Цей персонаж представляється регентом чи дирижером хору, постійно ходить в супроводі кота Бегемота.
Його справжня подоба — це темно-фіолетовий лицар. Згідно зі словами Воланда, той колись невдало пожартував про нього, за що Воланд покарав лицаря, обернувши на Коров'єва-Фагота, змушеного постійно виконувати злі жарти.

## Походження прізвища
Прізвище «Коров'єв» пов'язують зі «схожими» статським радником, вовкулакою й лицарем Семеном Семеновичем Теляєвим-Амвросієм у повісті О. К. Толстого «Упырь» (1841) та Коровкіним у повісті Ф. М. Достоєвського «Село Степанчиково и его обитатели» (1859) та в романі «Братья Карамазовы» (1880).
Фаґот — це прізвисько могло бути утворено автором як від назви духового музичного інструмента (італ. fagotto від лат. fagus — бук) на характеристику «худого та довгого» та ще й з характерним голосом персонажа, так і від грецького слова «фагос» (φαγος — пожирач) як характеристики демона; як лікареві, Булгакову, безсумнівно, були відомі такі медичні терміни як фагоцит (клітина-пожирач), фагоцитоз, бактеріофаг та інші. Крім того, у французькій мові слово «fagot», маючи основне словникове значення «в'язанка», «оберемок хмизу», входить до складу таких фразеологізмів як «sentir le fagot»(віддавати єрессю, крамольничати, вселяти підозру), «débiter des fagots» (молоти нісенітницю, верзти бредню), «êtrehabillé comme un fagot»(бути неґустовно вбраним); французьке слово «fagotin» має два значення: «в'язка хмизу» і «блазень», «штукар», «мавпа вуличного циркаля», а «fagotage» означає несмак, халтуру (українському ж слову «фаґот» у французькій мові відповідає слово «basson»). — Ю. Некрутенко.